# Курский государственный драматический театр имени А. С. Пушкина
Курский государственный драматический театр имени А. С. Пушкина — театр в Курске, один из старейших театров России, основан в 1792 году.

## История

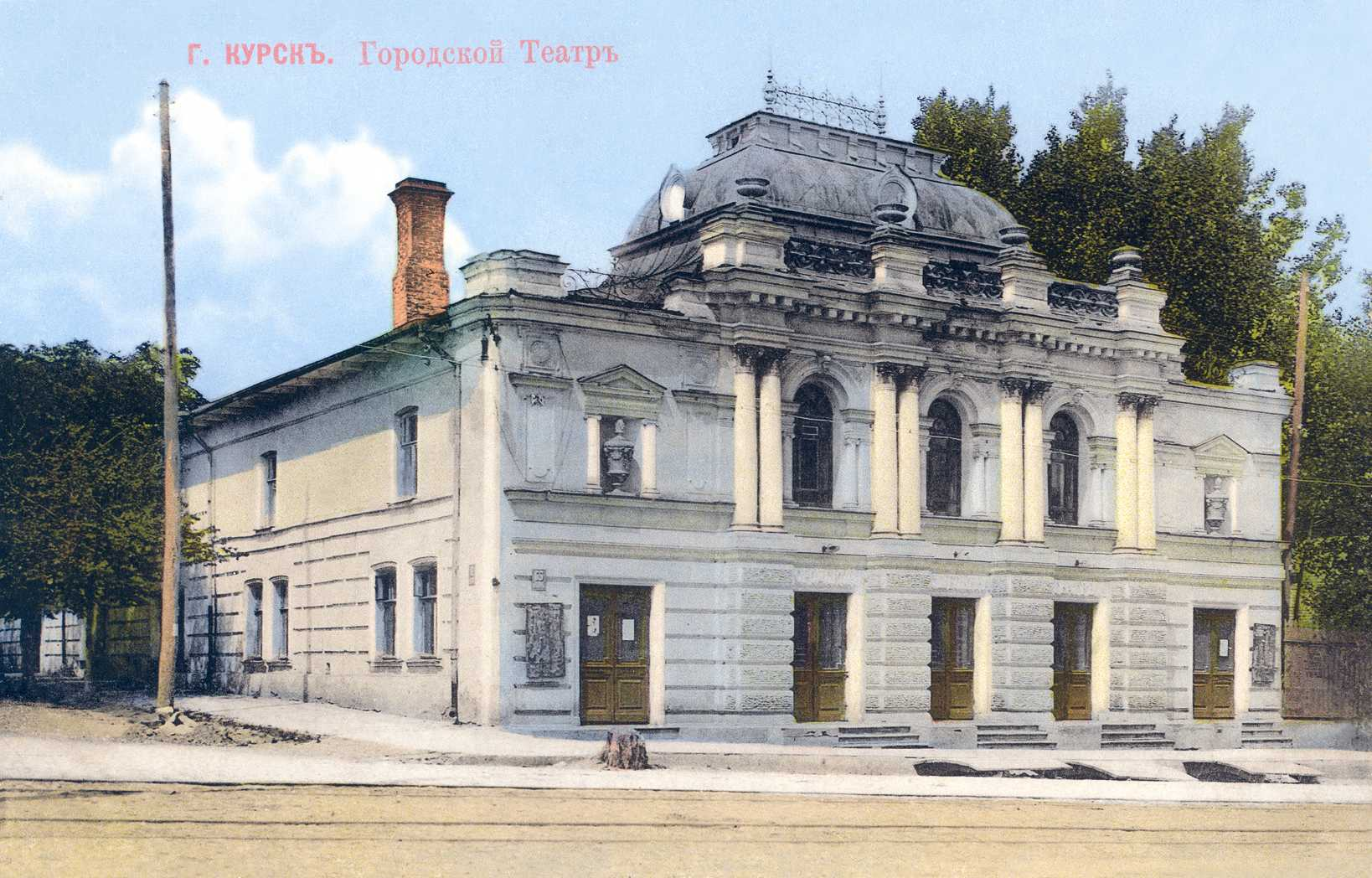
Здание городского театра им. М. С. Щепкина в начале XX века

Курский государственный драматический театр имени А. С. Пушкина - один из старейших в России.
1792 год -  распоряжение Курского генерал-губернатора А.А. Беклешева об открытии театра (на месте здания нынешнего Концертного зала "Свиридовский" на улице Сонина).
1805 год -  дебют на курской сцене Михаила Щепкина, ставшего великим русским артистом.
XIX век - В Курском театре начинали свою деятельность известные актеры Н. Х. Рыбаков и Л. И. Млотковская.
XIX – XX век – на курской сцене выступают корифеи русского театра П.Н. Орленев, В.Ф. Комиссаржевская, К.А. Варламов, В.И. Качалов, А.А. Яблочкина.
1875 год – пожар уничтожает здание театра, спектакли проходят в помещении городского военного манежа по улице Херсонской (ныне – улица Дзержинского), а затем только в Летнем саду.
1886 год - открыт новый зимний театр, перестроенный из военного манежа, по улице Херсонской (ныне - улица Дзержинского).
1911 год -  Курскому городскому театру присвоено имя М. С. Щепкина.
1927 год -  театр размещен в доме Ильича по ул. Ямская гора (ныне - улица Перекальского, 1), имя Щепкина сняли с афиш без объяснения причин.
1934 год -  главным режиссером назначается ученик К.С. Станиславского - заслуженный артист РСФСР А.И. Канин.
1936 год – А.И. Канин создает при театре школу-студию, выпускником которой стал первый в Курске народный артист РСФСР А.П. Буренко.
1937 год - театру присвоено имя А.С. Пушкина.
1938 год – большие гастроли в Москве, где театр назван одним из ведущих в стране.
1941-1943 годы – военный период (работа в Туркестане, Калужской и Тамбовской областях).
1 октября 1943 года – открытие первого послевоенного сезона ( последующие десять лет театром руководят известные режиссеры заслуженный деятель искусств РСФСР Н.А. Бондарев и  заслуженный артист РСФСР А.А. Добротин)
1956 год - на 14 лет труппу возглавил главный режиссер заслуженный артист РСФСР Н.Г. Резников. Особая страница - его работа с курским автором В. Овечкиным, имевшим всесоюзную известность.  
1976 – 1981 годы - труппу возглавляет крупный театральный мастер заслуженный деятель искусств УССР В.В. Бортко. За спектакль «Полк идет» М. Шолохова он и ряд исполнителей получают Серебряные медали имени народного артиста СССР А.Д. Попова. С ним театр выезжает для обслуживания советских войск в Чехословакию, Монголию, Германскую Демократическую Республику и на несколько фестивалей в стране.
Его спектакль «Фаворит» отмечен  Министерством культуры Венгерской Народной Республики и Министерством культуры СССР.
1982 год -  театр возглавил Юрий Валерьевич Бурэ, ученик народной артистки РСФСР М.О. Кнебель - ныне народный артист РФ, кавалер ордена Почета, лауреат Национальной театральной премии «Золотая Маска» в номинации «Честь и достоинство», Почетный гражданин Курской области. Поставил на курской сцене 61 спектакль.
1983 год – театр получает специально построенное здание по улице Ленина.
- Спектакль, поставленный Ю.В. Бурэ, «Люди, которых я видел» С. Смирнова – участник и лауреат двух Всесоюзных фестивалей.
- По итогам соревнования театрально-зрелищных учреждений Советского Союза театр занимает третье место.

1984 год – спектакль режиссера А. Шорохова «Чудаки»  – лауреат Всероссийского смотра по произведениям М. Горького.
1985 год – по итогам работы театр занимает второе место в РСФСР.
1985 – 1986 годы – обслуживание советских войск в Германской Демократической Республике и Монголии
1986 год – театр отмечен Министерством культуры РСФСР за хорошую работу по обслуживанию зрителей.
1987 год – по итогам работы театр выходит на первое место в РСФСР (первое полугодие), на второе место в СССР (второе полугодие).
1988 год – театр занимает первое место в РСФСР по итогам работы за год
1989 год -  Государственную премию им. К.С. Станиславского за спектакль «Маскарад» М. Лермонтова получили режиссер-постановщик Ю.В. Бурэ, художник-постановщик В.В. Нестеров и артист народный артист РСФСР В.И. Ломако. Спектакль шел на сцене 12 лет.
- За спектакль «Разыскивается опасный преступник» по пьесе О. Викторова премия МВД РСФСР присуждена режиссеру Ю.В. Бурэ.

1990 год – гастроли в городе-побратиме Курска Веспреме (Венгрия) со спектаклями «Я хочу в тюрьму» венгерского драматурга И. Чурки и «Дорогой, многоуважаемый покойник» М. Ворфоломеева.
- Спектаклем «Альпийская баллада» В. Быкова открыта экспериментальная Малая сцена «Седьмой этаж». Сегодня там идут семь спектаклей.

В советский период театр гастролировал в Санкт-Петербурге, Архангельске, Рязани, Таганроге, Вильнюсе, Харькове, Баку, Уфе, Гомеле, Петрозаводске, Ставрополе, Владикавказе, Омске, Нальчике и многих других городах. В мае-сентябре и в течение театрального сезона всегда обслуживали сельских зрителей.
1991 год -  показ дипломных спектаклей театрального факультета Воронежского института искусств, получивший позже при поддержке Министерства культуры России статус фестиваля с участием выпускников актерских отделений ВУЗов, ставшего своеобразной театральной биржей для молодых актеров. Фестиваль получил название «Будущее театральной России». Театр провел 6 фестивалей, участие в которых принимали Санкт-Петербургская Академия театрального искусства, ее филиал в г. Орле, Екатеринбургский театральный институт, Саратовская консерватория – театральное отделение, Воронежский институт искусств, Ярославский театральный институт, театральное училище Нижнего Новгорода и Курский колледж культуры. Сегодня этот фестиваль проходит в Ярославле.
1995 год – гастроли в городе-побратиме Курска Виттене (Германская Демократическая Республика) со спектаклем «Трубадур и его друзья или Бременские музыканты» Г. Гладкова, В. Ливанова, Ю. Энтина.
- выход в свет книги писателя и краеведа Ю.А. Бугрова «Свет курских рамп» (переиздание в 2009 году) - очерки истории театральной культуры Курского края.

2002 год – по инициативе худрука Ю.В. Бурэ комитетом по культуре Курской области учреждена театральная премия имени народного артиста РСФСР А. П. Буренко.
- по его же предложению на базе Курского колледжа культуры организовано отделение «Актер театра и кино». В труппе Курского театра сегодня четырнадцать его выпускников.

2005 год – театральная премия имени А.П. Буренко обрела статус губернаторской. Обладателями премии являются 30 человек.
2009 год – художественный руководитель театра Юрий Бурэ стал лауреатом премии Центрального Федерального округа за спектакль «Традиционный сбор» В. Розова.
2012 год – выход в свет книги курских журналистов В.Б. и В.В. Кулагиных «Эпоха Бурэ на курской сцене, или к театру с любовью» (сборник рецензий, творческих портретов, статей о театре).
2012 и 2014 годы - обменные гастроли с Государственным Академическим Малым театром России.
В постсоветский период – гастроли в Туле, Старом Осколе, Орле, Белгороде, Тамбове, Твери, Гомеле (Республика Беларусь).
2013 год - театр организовал первый Региональный конкурс актерского мастерства молодых исполнителей имени К.С. Станиславского «Верю!».
2014 год – конкурс актерского мастерства молодых исполнителей имени К.С. Станиславского «Верю!» организован в статусе Межрегионального.
2015 год – выход в свет книги курской журналистки Т.Н. Антипенко «…И каждый не одну играет роль» (сборник статей).
2017 год - выход книги С.Д. Малютина "Мой театр" (рецензии и творческие портреты).
Театр - участник Всероссийских и Международных фестивалей постсоветского периода:
2000 год – Фестиваль Камерных сцен, г. Ярославль («Козий остров» У. Бетти)
2005 год – III Международный театральный форум «Золотой Витязь», г. Минск («Русский секрет» В. Константинова, Б. Рацера)
2007 год – VIII Международный фестиваль им. Ф. Волкова, г. Ярославль («Медея» Л. Разумовской)
- Фестиваль-конкурс национальных театров, Москва («Волшебная ночь» С. Мрожека)

2008 год – XVI Международный фестиваль «Славянские встречи», г. Брянск («Жертвы века» А. Островского, отмечен Дипломом)
2013 год – Фестиваль им. Н.Х. Рыбакова г. Тамбов («Тартюф» Ж.Б. Мольера)
2014 год – XI Всероссийский фестиваль «Островский в доме Островского», Москва, Малый театр («Правда – хорошо, а счастье лучше» А. Островского)
2016 год – Международный театральный фестиваль русских драматических театров «Соотечественники», г. Саранск («Чморик» В. Жеребцова)
- «Волжские театральные сезоны», г. Самара («Горе от ума» А. Грибоедова, победители в шести номинациях)
- Международный фестиваль «Славянские встречи», г. Брянск. («Обыкновенная история» по роману И. Гончарова)
- Международный театральный фестиваль «Липецкие театральные встречи» («Семь криков в океане» А. Касоны)

2017 год – Международный театральный фестиваль русских драматических театров «Соотечественники», г. Саранск («Обыкновенная история» по роману И. Гончарова)
2018 год – «Волжские театральные сезоны», г. Самара  («Месяц в деревне» И. Тургенева)
2019 год – Международный театральный фестиваль «LUDI», г. Орел («Квадратура круга» В. Катаева)
- Всероссийский театральный фестиваль «Актеры театра- М. Щепкину», г. Белгород («Месяц в деревне» И. Тургенева)
- Международный театральный фестиваль «Липецкие театральные встречи» («Месяц в деревне» И. Тургенева)

2022 год –  Международный театральный фестиваль «Липецкие театральные встречи» («Школа жён» Ж.Б. Мольера)
В настоящее время в репертуаре театра более 30 спектаклей. В год осуществляется постановка 6 новых спектаклей. Основа репертуара – русская и зарубежная классика:
- «Горе от ума» А. Грибоедова;
- «Месяц в деревне» И. Тургенева;
- «Барышня – крестьянка» А. Пушкина;
- «Волки и овцы» А. Островского;
- «О людях и мышах» Д. Стейнбека;

По посещаемости зрителями Курский драматический театр в последние годы является одним из лидеров в России.
В Курском театре в постсоветский период получили:
- почетное звание «Народный артист России» - пять человек
- почетное звание «Заслуженный артист России» - восемнадцать человек
- почетное звание «Заслуженный работник культуры России» – три человека
- почетное звание «Заслуженный деятель искусств России» – два человека
- медаль ордена «За заслуги перед Отечеством» 2 степени - три человека
- знак Министерства культуры России «За достижения в культуре» - два человека
- почетное звание "Заслуженный артист Курской области" - один человек
- почетный знак Курской области «За Труды и Отечество» - один человек

В театре существуют следующие творческие проекты:
- Мастер-классы артистов
- Творческие встречи и интервью
- Читка пьес
- Литературные чтения
- Встречи на радио, телевидении и других СМИ
- «Мир закулисья» (экскурсии по театру)
- «Как артист артисту»
- «Несерьезный Неформат»
- «Околокультуры»

В 2022 году театру исполнилось 230 лет.

## Группа

### Режиссёры
- Канин Александр Игнатьевич
- Бондарев Николай Автономович
- Резников Николай Григорьевич
- Бортко Владимир Владимирович
- Бурэ Юрий Валерьевич

### Актёры
- Буренко Андрей Петрович (1946—1997), народный артист РСФСР
- Ершова Вера Александровна (1936—1941)
- Лаппа-Старженецкий Юрий Георгиевич (1939—1940)
- Ломако Валерий Иванович (1979—2016), народный артист РСФСР
- Яковлев Василий Семенович (1957—1972)

### Современная труппа
- Аве Александр Сергеевич
- Заслуженный артист России Баранов Эдуард Николаевич
- Баркалов Дмитрий Юрьевич
- Башкевич Любовь Николаевна
- Бобков Сергей Александрович
- Бобровская Оксана Ивановна
- Богдель Вероника Андреевна
- Волвенкова Майя Валентиновна
- Высочиненко Юлия Юрьевна
- Заслуженная артистка России Гордеева Елена Викторовна
- Жуков Дмитрий Анатольевич
- Карпович Максим Владимирович
- Ковалёва Дарья Владимировна
- Колобинин Андрей Николаевич
- Комардина Наталья Геннадьевна
- Комягин Никита Александрович
- Кочетова Марина Степановна
- Крыженевская Кристина Станиславовна
- Курицкий Александр Игоревич
- Заслуженная артистка Курской области Лёгонькая Ольга Олеговна
- Заслуженная артистка России Манякина Людмила Владимировна
- Малихов Сергей Игоревич
- Медынцев Денис Евгеньевич
- Заслуженная артистка России Мордовская Людмила Владимировна
- Нестерова Мария Вилленовна
- Заслуженная артистка России Петрова Елена Валерьевна
- Пилипенко Иван Евгеньевич
- Полищук Нина Степановна
- Поторочин Алексей Валентинович
- Прунич Екатерина Георгиевна
- Репин Сергей Александрович
- Рыжиков Дмитрий Андреевич
- Сетьков Евгений Игоревич
- Сазонова Любовь Викторовна
- Народная артистка России, заслуженная артистка Республики Северная Осетия-Алания Соколова Лариса Геннадьевна
- Тюленёв Михаил Александрович
- Заслуженная артистка России Халецкая Галина Николаевна
- Цымбал Елена Анатольевна
- Шаповалова Екатерина Алексеевна
- Заслуженный артист России Швачунов Александр Сергеевич

## Спектакли
- 1934 — «Гибель эскадры», режиссёр А. И. Канин
- 1935 — «Далёкое» Афиногенова
- 1935 — «Любовь Яровая»
- 1937 — «Разлом»
- 1938 — «Человек с ружьём»
- «Ромео и Джульетта» У.Шекспира
- «Бесприданница» А. Н. Островского
- «Коварство и любовь» Фр. Шиллера

219-й театральный сезон (2010—2011 год):
- «Театральная комедия» (Лев Гурыч Синичкин)
- «Сирано де Бержерак» (Э. Ростан)
- «Слуга двух господ» (К. Гольдони)
- «Любовь на свежем воздухе» (Ю.Ломовцев)
- «Плачу вперед!» (Н. Птушкина)
- «Семь криков в океане» (А. Касона)
- «Эти свободные бабочки» (Л. Герш)
- «Соловьиная ночь» (В. Ежов)
- «Жертва века» (А. Островский)
- «Жестокие игры» (А. Арбузов"
- «Дурочка» (Лопе де Вега)
- «Комната невесты» (В. Красногоров)
- «Дикарь» (А. Касона)
- «Шикарный мужчина» (С. Белов)
- «Семейная Идиллия» (О. Данилов)
- «Школа соблазна» (В. Азерников)
- «Ханума» (А. Цагарели)
- «Любви нет! Любовь есть?» (Р. Белецкий)
- «Голодранцы и аристократы» (Эдуардо Скарлетта)
- «Женитьба Белугина» (Александр Островский)
- «В день свадьбы» (Виктор Розов)
- «Ох, уж эта Анна!» (Марк Камолетти)

Премьеры 220 театрального сезона (2011—2012 год)
- «Ключ для двоих» (Джон Чэпмен, Дэйв Фримен)
- «Красавица Снежана» (Владимир Попов)
- «Пришел мужчина к женщине» (Семен Злотников) (малая сцена)

Премьеры 221 театрального сезона (2012—2013 год)
- «Афинские вечера» (Петр Гладилин)
- «Божьи одуванчики» (Андрей Иванов)
- «Золушка» (Евгений Шварц)
- «Мышеловка» (Агата Кристи)
- «Обыкновенная история» (Иван Гончаров)

Премьеры 222 театрального сезона (2013—2014 год)
- «Лисистрата» (Сергей Зырянов)
- «Молодые люди» (Родион Белецкий)
- «Портрет Дориана Грея» (Оскар Уайльд)
- «Правда — хорошо, а счастье лучше» (Александр Островский)
- «Ромео и Джульетта» (Вильям Шекспир)
- «Чморик. Подсобное хозяйство» (Владимир Жеребцов) (малая сцена)

Премьеры 223 театрального сезона (2014—2015 год)
- «Американская рулетка» (Александр Мардань)
- «Дон Жуан, или Каменный гость» (Жан-Батист Мольер)
- «Женитьба Фигаро» (Пьер де Бомарше)
- «Номер 13» (Рэй Куни)
- «Хочу сниматься в кино!» (Нил Саймон) (малая сцена)

Премьеры 224 театрального сезона (2015—2016 год)
- «Барышня-крестьянка» (Александр Сергеевич Пушкин)
- «Горе от ума» (Александр Грибоедов)
- «Ктуба (Брачный договор)» (Эфраим Кишон)
- «Оскар и Розовая дама» (Эрик-Эмманюэль Шмитт) (малая сцена)

Премьеры 225 театрального сезона (2016—2017 год)
- «Бешеные деньги» (Александр Островский)
- «Чисто семейное дело» (Рэй Куни)

Премьеры 226 театрального сезона (2017—2018 год)
- «Месяц в деревне» (Иван Тургенев)
- «Чужой Ребёнок» (Василий Шкваркин)
- «Аленький цветочек» (Ирина Карнаухова, Леонид Браусевич, по Сергею Аксакову)
- «Дорогая  Елена Сергеевна» (Людмила Разумовская)
- «Комедия  ошибок» (Уильям Шекспир)
- «Чайка» (Антон Чехов)

Премьеры 227 театрального сезона (2018—2019 год)
- «Примадонны» (Константы Людвик. Перевод с Марцина Барского)
- «Семейный портрет с посторонними» (Сергей Лобозеров)
- «Карлик нос» (Евгений Зимин по мотивам сказки Вильгельм Гауф)
- «Похищение Джонни» (Вождь краснокожих) (О. Генри)
- «Женитьба  Бальзаминова» (Александр Островский)
- «Свободная пара» (Дарио Фо и Франка Раме)
- «Любовь на лестничной клетке» (Д. Чодоров)

Премьеры 228 театрального сезона (2019—2020 год)
- «Милый друг» (Сергей Коробков по мотивам Ги де Мопассана)
- «Переполох в доме Барнье» (Клод Манье)
- «Щелкунчик». С. Коробков по мотивам сказок (Эрнста Гофмана и Ханса Христиана Андерсена)
- «Тот, кто получает пощёчины» (Леонид Андреев)

Премьеры 229 театрального сезона (2020—2021 год)
- «Саня, Ваня, с ними Римас» (Владимир Гуркин)
- «Волки и овцы» (Александр Островский)
- «Восемь любящих женщин» (Рональд Томас)
- «Дорогое сокровище» (Франсис Вебер)
- «Хорошенькая» (Сергей Найденов)

Премьеры 230 театрального сезона (2021—2022 год)
- «Школа жён» (Жан-Батист Мольер)
- «Месье Амилькар, или Человек, который платит» (Ив Жамиак)
- «О людях и мышах»(Джон Стейнбек)
- «Старший сын» (Александр Вампилов)

Премьеры 231 театрального сезона (2022—2023 год)
- «В ночь лунного затмения» (Мустай Карим)
- «Моя жена - лгунья» (Маргарет Мэйо и Морис Эннекен)
- «Средство Макропулоса» (Карел Чапек)
- «С любовью не шутят» (Педро Кальдерон де ла Барка)
- «Знойные мамочки» (Дэвид У. Кристнер)
- «Мысли моей голове» (Антон Чехов) (Малая сцена)
- Читка пьесы «Любовь людей» (Дмитрий Богославский) (Малая сцена)

Премьеры 232 театрального сезона (2023—2024 год)
- «Доктор философии» Б. Нушич (реж. Вячеслав Сорокин)
- «Медведь» А. П. Чехов (реж. М. Нестерова) (Малая сцена)
- «Дуга. Женщина в тени огромного леса» Искандер Сакаев (реж. Искандер Сакаев, автор пьесы Александр Демченко ) (моноспектакль)
- «Палата бизнес-класса» А. Коровкин (реж. П. Архипов)

Проекты театра
- «Мир закулисья» - экскурсии по театру
- Юмористический проект «ОколоКультуры»
- Юмористический проект «Несерьёзный неформат»
- «Магия театра (Шоу молодых актеров)»
- «Как артист артисту»

## Кинопоказы, концерты, фестивали
С февраля 2006 в Курском драмтеатре проводит кинопоказы проект «Кино в театре». Проводятся концерты известных эстрадных исполнителей. Курский драмтеатр является одной из площадок проведения традиционного ежегодного джазового фестиваля «Джазовая провинция» — проводимого в Курске в ноябре месяце с участием лучших отечественных и зарубежных джазовых музыкантов. Учреждён Российским фондом культуры по инициативе курского музыканта Леонида Винцкевича. В соответствии с программой фестиваля после первых концертов, проводимых в Курске, участники фестиваля гастролируют по городам Центрального черноземья и Поволжья и завершают фестиваль в Москве или Санкт-Петербурге.